# هندسه تحلیلی
هندسه تحلیلی شاخه‌ای از ریاضیات است که از ترکیب هندسه و جبر مقدماتی به وجود آمده‌است. در این رشته اشکال هندسی و روابط بین آن‌ها را با مقادیر و معادلات عددی و جبری بیان می‌کنند.
عمر خیام با به کار بردن معادلات جبری در هندسه، اولین کسی است که در قرن ۱۱ میلادی هندسه تحلیلی را ابداع کرد.

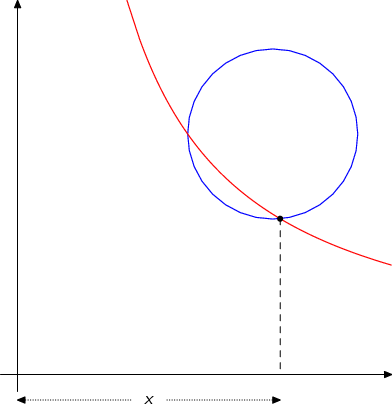
حل هندسی معادله x^{3} + 2x = 2x^{2} + 2 توسط عمرخیام در قرن یازدهم میلادی

بنیانگذاران این مبحث در اروپا دکارت و فرما در قرن ۱۷ میلادی بوده‌اند.
در هندسهٔ تحلیلی ابتدا با تعریف صفحهٔ ۱-بعدی و ۲-بعدی ({\displaystyle \mathbb {R} ^{2}}) آشنا می‌شویم و نقاط را به وسیلهٔ مختصات عددی نمایش می‌دهیم.
این رشته درباره اندازه، فاصله و زاویه، فرمول‌های مربوط به خود را دارد.